# Гнила (притока Бужка)
Гнила́ (Жилечка) — річка в Україні, в межах Хмельницького району Хмельницької області. Права притока Бужка (басейн Південного Бугу).

## Опис
Довжина 19 км. Площа водозбірного басейну 75,5 км². Річкова долина широка і неглибока, місцями заболочена.

## Розташування
Гнила бере початок у селі Тиранівка. Тече на схід. Впадає до Бужка при північній частині села Ярославка.
Над річкою розташовані села: Тиранівка, Шпичинці, Терешівці і Ярославка.